# María Rubio
María Rubio (ur. 21 września 1934 w Tijuanie, zm. 1 marca 2018 w Meksyku) – meksykańska aktorka filmowa i telewizyjna.

## Filmografia
- 1981–1982: Prawo do narodzin jako Clemencia del Junco
- 1986–1987: Cuna de Lobos jako Catalina Creel
- 1999–2000: Labirynt namiętności jako Ofelia Montero Vda. de Miranda
- 2008: Rywalka od serca jako Hortensia Vallejo Vda. de Armendáriz

## Nagrody

### Premios TVyNovelas
| Rok  | Kategoria                         | Telenowela           | Wynik     |
| ---- | --------------------------------- | -------------------- | --------- |
| 2007 | Najlepsza aktorka pierwszoplanowa | Las dos caras de Ana | Nominacja |
| 1995 | Najlepsza antagonistka            | Imperio de cristal   | Wygrana   |
| 1987 | Najlepsza antagonistka            | Cuna de lobos        | Wygrana   |
| 1987 | Najlepsza aktorka pierwszoplanowa | Cuna de lobos        | Wygrana   |

### TV Adicto Golden Awards
| Rok  | Kategoria                 | Telenowela           | Wynik   |
| ---- | ------------------------- | -------------------- | ------- |
| 2006 | Najlepsza dojrzała postać | Las dos caras de ana | Wygrana |